# شرکت واگن‌سازی تهران
شرکت واگن‌سازی تهران یک شرکت خصوصی تولیدکننده قطارهای برقی در ایران است.
این شرکت که در سال ۱۳۸۲ تأسیس شده از تامین‌کنندگان اصلی قطارهای متروی تهران می‌باشد و ظرفیت تولید ۴۲۰ واگن مترو در سال را دارد. در سال ۱۴۰۴ ، با افزایش ۴۰ درصدی، ظرفیت تولید این شرکت به ۵۸۰ واگن مترو در سال رسیده است.

## صاحبان سهام
- شرکت راه‌آهن شهری تهران وحومه (مترو) (۳۱ درصد)
- شرکت بین‌المللی نورینکو (۲۹ درصد)
- شرکت حمل ونقل ریلی چانگ چون (۲۰ درصد)
- شرکت گروه صنعتی پلور سبز (۲۰ درصد)